# Kirkeskib (bygningsdel)
Et kirkeskib er en kirkes største rum, hvor menigheden sidder. I større kirker er der flere parallelt anbragte kirkeskibe, midterskib og sideskibe og/eller tværskibe.
Betegnelsen "skib" stammer fra det græske naos, der betegnede det indelukkede tempelrum. Ordet er siden blevet udbredt via middelalderlatinens navis.